# 天水圍警署

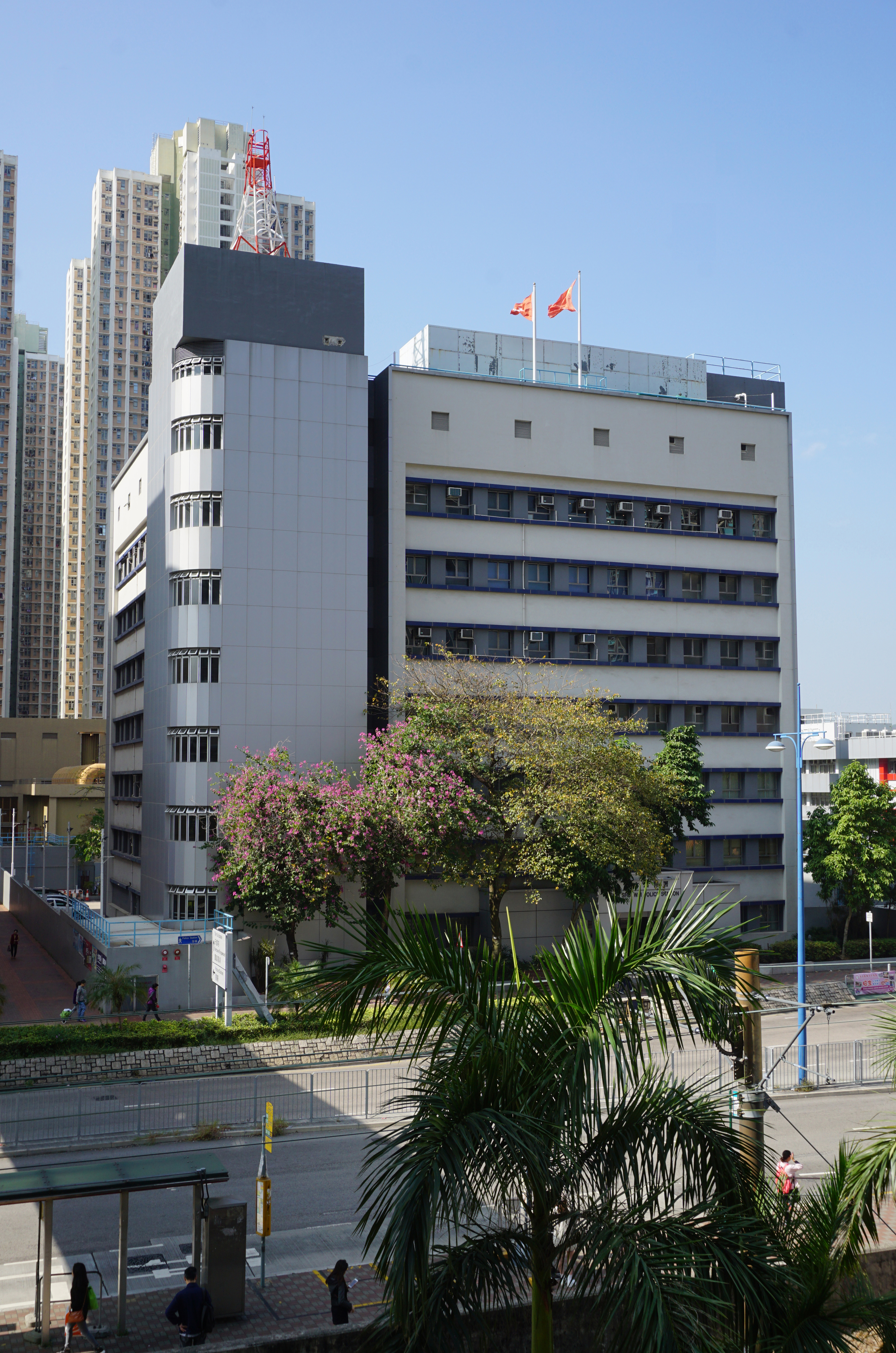
翻新後的天水圍警署

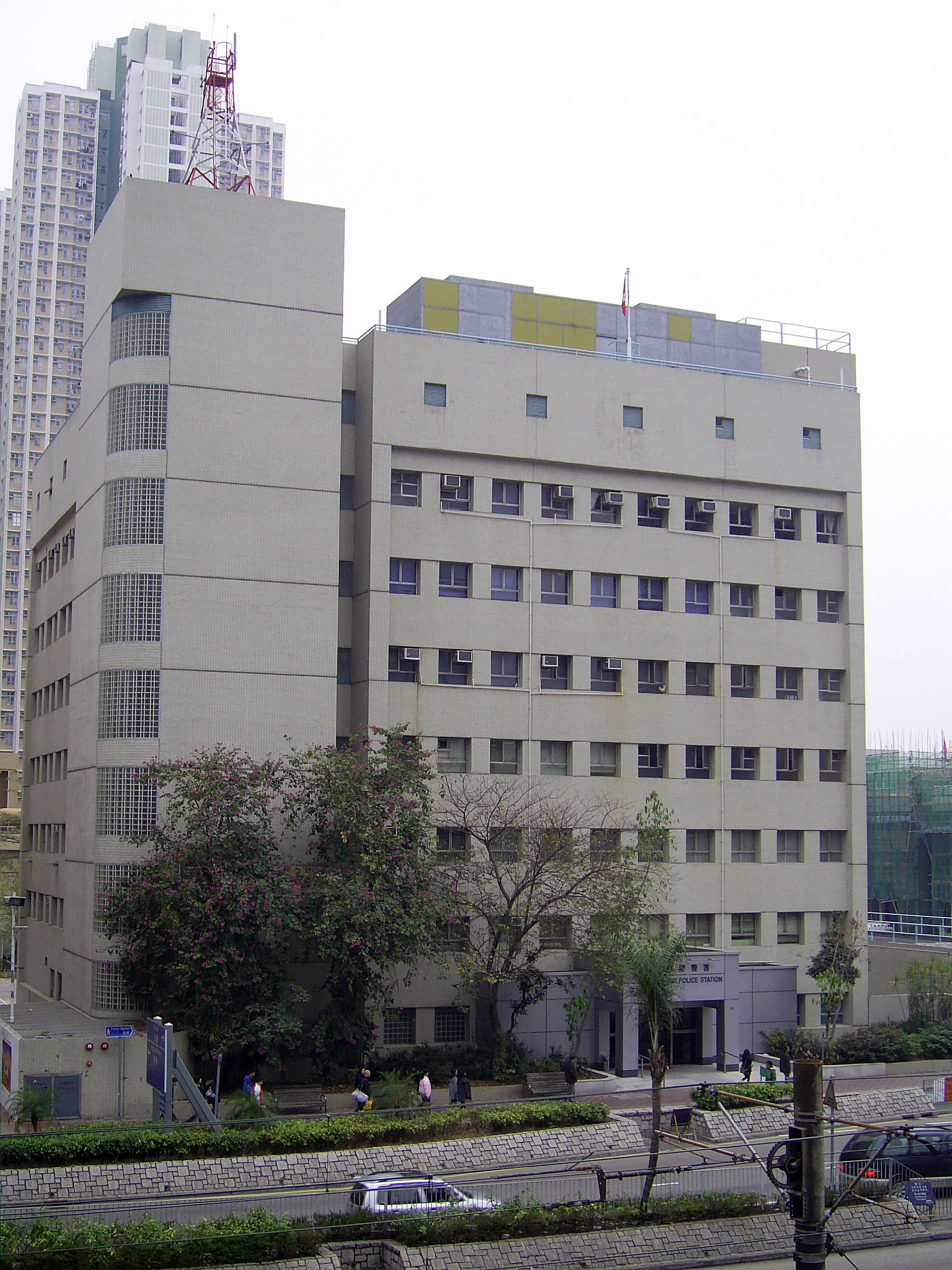
翻新前的天水圍警署

天水圍分區警署（英語：Tin Shui Wai Divisional Police Station）又稱天水圍警署，是香港警務處新界北總區元朗警區的分區警署，位於香港新界天水圍天耀路11號。

## 歷史
天水圍警署連同天水圍消防局是天水圍新市鎮最為早期建成的公共設施之一，於1992年5月啟用。
2019年8月6日至2020年11月，警署外圍新增藍白色水馬。
2019年11月13日至2020年11月，警署報案室暫停運作。

## 元朗七二一事件中無故落閘
2019年反送中運動期間的七二一事件中，天水圍警署與元朗警署在市民被大批白衣人襲擊期間無故落閘阻止市民報案，成為日後市民質問焦點，截止2020年1月，警方未有回應當日警署為何會落閘。

### 經過
市民在事發及襲擊期間都無法接通999熱線求助，即使接通但警方的回應是驚就不要出街。
警方於事發半小時後才姍姍來遲出現於西鐵站，警員離去後白衣人再度進站內襲擊市民。
到凌晨1時，大批市民不滿警方姑息動亂，自發至元朗警署和天水圍警署，而天水圍警署和元朗警署則落閘阻止市民尋求協助。天水圍警署警長陳雄傑一度在警署外與市民對話，並希望市民遠離現場。而市民要求警方立即至元朗平息動亂，而且未能解釋為何警方並未部署。至凌晨2時半，大部分示威者已離開現場。

## 合併計劃
於鄰近的流浮山山東街1號，有一座前流浮山警署，於1962年啟用，其建築物外牆以警隊傳統顏色──藍白，為主調，天台設有作反偷渡之用的瞭望台，內裡設備如其他警署般，有報案室、會議室及羈留室等。
警隊為求資源增值，同時應付天水圍持續性增長的人口，天水圍分區於1990年代至2000年代間開始逐步推行合併計劃，藉以提高警力效率以及集中行政管理。尖鼻嘴警崗及流浮山警署先後被納入至天水圍分區，原本駐守於上述兩處的人員，全部被重新調配至天水圍分區的編制之中，使到在管理及調派人員上，更具彈性以及效率。
合併計劃於2002年完成，前流浮山警署改作純報案室之用，尖鼻嘴警崗則交予其他警察單位。

## 鄰近地點
- 天水圍消防局
- 天水圍救護站
- 天盛苑
- 天盛商場
- 天耀邨
- 天耀廣場
- 天耀巴士總站

## 相關參見
- 差館
- 警區
- 2019年7月包圍天水圍警署及煙花襲擊事件